# تاكيشي سو
تاكيشي سو (باليابانية: 宗猛؛ بالكانا: そう たけし) هو عداء مراثوني ياباني، ولد في 9 يناير 1953 في أوسوكي في اليابان.

## وصلات خارجية
- تاكيشي سو على موقع الاتحاد الدولي لألعاب القوى (الإنجليزية)
- تاكيشي سو على موقع رابطة إحصائيات سباق الطريق (الإنجليزية)
- تاكيشي سو على موقع اللجنة الأولمبية الدولية (الإنجليزية)
- تاكيشي سو على موقع أوليمبيديا (الإنجليزية)